# DDR-Fußball-Liga 1988/89
In der Saison 1988/89 errang nach einem Millimetereinlauf die BSG Stahl Eisenhüttenstadt den Staffelsieg in der Staffel A und stieg nach 1969/70 wieder in die DDR-Oberliga auf. In der Staffel B schaffte nach zwei Jahren die BSG Fortschritt Bischofswerda die Rückkehr ins Oberhaus.

## Modus
Gespielt wurde in zwei Staffeln zu je 18 Mannschaften (regionale Gesichtspunkte). In einer Doppelrunde mit Hin- und Rückspiel wurden die Staffelsieger und Absteiger ermittelt.

## Staffel A

### Abschlusstabelle
| Pl. | Verein                           | Sp. | S  | U  | N  | Tore    | Diff. | Punkte |
| --- | -------------------------------- | --- | -- | -- | -- | ------- | ----- | ------ |
| 1.  | BSG Stahl Eisenhüttenstadt       | 34  | 16 | 12 | 6  | 057:320 | +25   | 44:24  |
| 2.  | SG Dynamo Fürstenwalde           | 34  | 16 | 12 | 6  | 056:320 | +24   | 44:24  |
| 3.  | FC Vorwärts Frankfurt/O. (A)     | 34  | 16 | 11 | 7  | 059:330 | +26   | 43:25  |
| 4.  | Berliner FC Dynamo II            | 34  | 15 | 13 | 6  | 049:310 | +18   | 43:25  |
| 5.  | BSG Aktivist Schwarze Pumpe      | 34  | 15 | 11 | 8  | 047:350 | +12   | 41:27  |
| 6.  | BSG Rotation Berlin              | 34  | 13 | 12 | 9  | 043:320 | +11   | 38:30  |
| 7.  | BSG Schiffahrt/Hafen Rostock (N) | 34  | 14 | 8  | 12 | 043:420 | +1    | 36:32  |
| 8.  | ASG Vorwärts Stralsund           | 34  | 12 | 9  | 13 | 038:380 | ±0    | 33:35  |
| 9.  | SG Dynamo Schwerin               | 34  | 11 | 11 | 12 | 034:410 | −7    | 33:35  |
| 10. | BSG Motor Schönebeck             | 34  | 9  | 15 | 10 | 035:430 | −8    | 33:35  |
| 11. | BSG Post Neubrandenburg          | 34  | 9  | 14 | 11 | 046:530 | −7    | 32:36  |
| 12. | BSG KKW Greifswald               | 34  | 11 | 9  | 14 | 045:470 | −2    | 31:37  |
| 13. | BSG Motor Ludwigsfelde           | 34  | 12 | 7  | 15 | 031:420 | −11   | 31:37  |
| 14. | BSG KWO Berlin (N)               | 34  | 8  | 13 | 13 | 037:410 | −4    | 29:39  |
| 15. | BSG Stahl Hennigsdorf (N)        | 34  | 10 | 9  | 15 | 032:460 | −14   | 29:39  |
| 16. | BSG Aktivist Brieske-Senftenberg | 34  | 9  | 8  | 17 | 035:590 | −24   | 26:42  |
| 17. | BSG Motor Babelsberg             | 34  | 6  | 12 | 16 | 030:550 | −25   | 24:44  |
| 18. | BSG Lokomotive Stendal           | 34  | 8  | 6  | 20 | 038:530 | −15   | 22:46  |

| (A) | Absteiger aus der DDR-Oberliga 1987/88            |
| (N) | Aufsteiger aus der Bezirksliga der letzten Saison |

### Kreuztabelle
Die Kreuztabelle stellt die Ergebnisse aller Spiele dieser Saison dar. Die Heimmannschaft ist in der linken Spalte aufgelistet und die Gastmannschaft in der obersten Reihe.
| 1988/89 | 1988/89                          | BSG Stahl Eisenhüttenstadt | SG Dynamo Fürstenwalde | FC Vorwärts Frankfurt/O. | Berliner FC Dynamo II | BSG Aktivist Schwarze Pumpe | BSG Rotation Berlin | BSG Schiffahrt/Hafen Rostock | ASG Vorwärts Stralsund | SG Dynamo Schwerin | BSG Motor Schönebeck | BSG Post Neubrandenburg | BSG KKW Greifswald | BSG Motor Ludwigsfelde | BSG KWO Berlin | BSG Stahl Hennigsdorf | BSG Aktivist Brieske-Senftenberg | BSG Motor Babelsberg | BSG Lokomotive Stendal |
| ------- | -------------------------------- | -------------------------- | ---------------------- | ------------------------ | --------------------- | --------------------------- | ------------------- | ---------------------------- | ---------------------- | ------------------ | -------------------- | ----------------------- | ------------------ | ---------------------- | -------------- | --------------------- | -------------------------------- | -------------------- | ---------------------- |
| 01.     | BSG Stahl Eisenhüttenstadt       |                            | 2:0                    | 2:1                      | 1:1                   | 0:0                         | 2:2                 | 3:0                          | 1:1                    | 2:0                | 3:0                  | 2:3                     | 1:2                | 3:0                    | 0:2            | 3:2                   | 2:1                              | 5:0                  | 1:0                    |
| 02.     | SG Dynamo Fürstenwalde           | 2:1                        |                        | 0:1                      | 0:1                   | 0:0                         | 0:0                 | 2:2                          | 2:2                    | 3:0                | 1:0                  | 2:2                     | 2:1                | 2:1                    | 1:0            | 3:0                   | 3:0                              | 1:1                  | 4:1                    |
| 03.     | FC Vorwärts Frankfurt/O.         | 1:1                        | 0:3                    |                          | 1:2                   | 4:0                         | 1:0                 | 0:1                          | 1:1                    | 2:0                | 0:0                  | 5:3                     | 4:0                | 3:0                    | 2:1            | 3:0                   | 2:0                              | 1:1                  | 1:0                    |
| 04.     | Berliner FC Dynamo II            | 1:1                        | 0:3                    | 2:2                      |                       | 1:1                         | 3:0                 | 0:3                          | 1:0                    | 3:1                | 1:1                  | 3:0                     | 4:3                | 4:0                    | 2:0            | 0:1                   | 3:0                              | 1:0                  | 1:0                    |
| 05.     | BSG Aktivist Schwarze Pumpe      | 0:0                        | 4:1                    | 2:2                      | 2:3                   |                             | 0:0                 | 3:2                          | 2:0                    | 2:1                | 3:1                  | 1:0                     | 1:2                | 1:3                    | 2:0            | 2:1                   | 3:0                              | 2:1                  | 0:0                    |
| 06.     | BSG Rotation Berlin              | 1:3                        | 0:2                    | 0:0                      | 1:1                   | 2:1                         |                     | 3:0                          | 1:2                    | 5:0                | 2:1                  | 1:0                     | 2:0                | 0:0                    | 1:1            | 5:0                   | 2:1                              | 0:0                  | 2:1                    |
| 07.     | BSG Schiffahrt/Hafen Rostock     | 1:0                        | 3:2                    | 0:3                      | 0:0                   | 1:0                         | 1:2                 |                              | 2:1                    | 2:0                | 1:1                  | 3:1                     | 1:0                | 5:0                    | 1:1            | 3:0                   | 3:0                              | 0:2                  | 1:1                    |
| 08.     | ASG Vorwärts Stralsund           | 1:0                        | 1:1                    | 2:1                      | 1:1                   | 1:0                         | 1:0                 | 1:0                          |                        | 1:1                | 1:1                  | 4:1                     | 1:2                | 0:0                    | 0:0            | 2:0                   | 0:1                              | 2:0                  | 5:1                    |
| 09.     | SG Dynamo Schwerin               | 1:1                        | 2:2                    | 1:1                      | 2:0                   | 2:2                         | 4:1                 | 0:0                          | 2:0                    |                    | 2:0                  | 2:1                     | 0:1                | 1:0                    | 1:1            | 1:0                   | 2:1                              | 0:0                  | 0:0                    |
| 10.     | BSG Motor Schönebeck             | 0:2                        | 1:1                    | 1:1                      | 0:0                   | 1:0                         | 1:1                 | 5:1                          | 2:1                    | 2:0                |                      | 2:2                     | 2:2                | 2:0                    | 1:4            | 1:3                   | 1:1                              | 2:1                  | 1:0                    |
| 11.     | BSG Post Neubrandenburg          | 3:3                        | 1:1                    | 0:3                      | 0:0                   | 1:1                         | 1:1                 | 1:0                          | 2:0                    | 3:0                | 0:0                  |                         | 1:0                | 1:1                    | 0:3            | 1:1                   | 3:1                              | 2:0                  | 4:2                    |
| 12.     | BSG KKW Greifswald               | 1:2                        | 0:1                    | 3:1                      | 1:1                   | 1:0                         | 0:1                 | 0:0                          | 0:1                    | 1:3                | 1:1                  | 4:4                     |                    | 1:0                    | 4:1            | 0:2                   | 2:2                              | 6:1                  | 2:2                    |
| 13.     | BSG Motor Ludwigsfelde           | 1:1                        | 1:0                    | 0:2                      | 3:2                   | 0:1                         | 1:0                 | 1:0                          | 1:0                    | 2:0                | 1:2                  | 0:0                     | 0:0                |                        | 0:0            | 3:1                   | 3:2                              | 2:0                  | 3:1                    |
| 14.     | BSG KWO Berlin                   | 0:2                        | 1:1                    | 1:2                      | 2:0                   | 2:3                         | 1:1                 | 1:1                          | 2:3                    | 0:3                | 0:1                  | 2:0                     | 1:1                | 2:1                    |                | 0:0                   | 2:0                              | 0:3                  | 3:0                    |
| 15.     | BSG Stahl Hennigsdorf            | 0:0                        | 0:2                    | 0:3                      | 0:2                   | 0:2                         | 0:0                 | 3:1                          | 2:1                    | 0:0                | 3:0                  | 2:2                     | 0:1                | 2:1                    | 1:1            |                       | 4:1                              | 1:1                  | 2:0                    |
| 16.     | BSG Aktivist Brieske-Senftenberg | 3:5                        | 0:0                    | 3:2                      | 0:3                   | 0:0                         | 2:1                 | 0:2                          | 2:1                    | 1:0                | 0:0                  | 1:1                     | 1:0                | 1:0                    | 1:1            | 0:1                   |                                  | 4:1                  | 3:2                    |
| 17.     | BSG Motor Babelsberg             | 0:1                        | 3:7                    | 1:1                      | 0:0                   | 1:2                         | 0:2                 | 1:3                          | 1:0                    | 0:0                | 1:1                  | 2:1                     | 3:2                | 0:1                    | 0:0            | 0:0                   | 2:2                              |                      | 2:0                    |
| 18.     | BSG Lokomotive Stendal           | 1:1                        | 0:1                    | 2:2                      | 0:2                   | 1:3                         | 4:0                 | 1:2                          | 4:0                    | 1:2                | 3:0                  | 0:1                     | 0:1                | 2:1                    | 2:1            | 1:0                   | 2:0                              | 3:1                  |                        |

### Torschützenliste
|     | Spieler            | Verein                           | Tore |
| --- | ------------------ | -------------------------------- | ---- |
| 01. | Peter Kaehlitz     | SG Dynamo Fürstenwalde           | 21   |
| 02. | Dirk Anders        | Berliner FC Dynamo II            | 16   |
| 03. | Olaf Lenz          | BSG Stahl Hennigsdorf            | 14   |
| 04. | Jürgen Schwarz     | BSG Aktivist Schwarze Pumpe      | 13   |
| 05. | Andreas Priebe     | BSG KKW Greifswald               | 12   |
| 05. | Torsten Richert    | BSG Stahl Eisenhüttenstadt       | 12   |
| 05. | Lutz Schwerinski   | BSG Post Neubrandenburg          | 12   |
| 08. | Bernd Kulke        | SG Dynamo Fürstenwalde           | 11   |
| 09. | Thoralf Arndt      | BSG Rotation Berlin              | 10   |
| 09. | Guido Euen         | BSG Lokomotive Stendal           | 10   |
| 09. | Andreas Leuthäuser | BSG Aktivist Brieske-Senftenberg | 10   |
| 09. | Karsten Schulz     | BSG Stahl Eisenhüttenstadt       | 10   |

### Zuschauer
In 306 Spielen kamen 283.140 Zuschauer ({\displaystyle \varnothing } 925 pro Spiel) in die Stadien.
Größte Zuschauerkulisse
5.500  BSG Stahl Eisenhüttenstadt – FC Vorwärts Frankfurt/O. (Nachholspiel des 18. Sp.)
Niedrigste Zuschauerkulisse
100 BSG Rotation Berlin – Berliner FC Dynamo II (15. Sp.)
100 Berliner FC Dynamo II – BSG Post Neubrandenburg (16. Sp.)
100 Berliner FC Dynamo II – SG Dynamo Schwerin (34. Sp.)
| Mannschaft                       | Gesamt | {\displaystyle \varnothing } | Heim   | {\displaystyle \varnothing } | Ausw.  | {\displaystyle \varnothing } |
| -------------------------------- | ------ | ---------------------------- | ------ | ---------------------------- | ------ | ---------------------------- |
| BSG Stahl Eisenhüttenstadt       | 46.300 | 1.362                        | 24.350 | 1.432                        | 21.950 | 1.291                        |
| SG Dynamo Fürstenwalde           | 26.900 | 0791                         | 11.700 | 0688                         | 15.200 | 0894                         |
| FC Vorwärts Frankfurt/O.         | 34.130 | 1.004                        | 11.850 | 0697                         | 22.280 | 1.311                        |
| Berliner FC Dynamo II            | 22.600 | 0665                         | 07.250 | 0426                         | 15.350 | 0903                         |
| BSG Aktivist Schwarze Pumpe      | 34.850 | 1.025                        | 21.500 | 1.265                        | 13.350 | 0785                         |
| BSG Rotation Berlin              | 23.150 | 0681                         | 08.900 | 0524                         | 14.250 | 0838                         |
| BSG Schiffahrt/Hafen Rostock     | 21.780 | 0641                         | 07.330 | 0431                         | 14.450 | 0850                         |
| ASG Vorwärts Stralsund           | 25.700 | 0756                         | 10.350 | 0609                         | 15.350 | 0903                         |
| SG Dynamo Schwerin               | 24.160 | 0711                         | 09.860 | 0580                         | 14.300 | 0841                         |
| BSG Motor Schönebeck             | 39.300 | 1.156                        | 24.050 | 1.415                        | 15.250 | 0897                         |
| BSG Post Neubrandenburg          | 29.660 | 0872                         | 16.450 | 0968                         | 13.210 | 0777                         |
| BSG KKW Greifswald               | 37.950 | 1.116                        | 24.450 | 1.438                        | 13.500 | 0794                         |
| BSG Motor Ludwigsfelde           | 35.550 | 1.046                        | 17.450 | 1.026                        | 18.100 | 1.065                        |
| BSG KWO Berlin                   | 23.550 | 0693                         | 08.250 | 0485                         | 15.300 | 0900                         |
| BSG Stahl Hennigsdorf            | 34.550 | 1.016                        | 18.100 | 1.065                        | 16.450 | 0968                         |
| BSG Aktivist Brieske-Senftenberg | 31.800 | 0935                         | 17.200 | 1.012                        | 14.600 | 0859                         |
| BSG Motor Babelsberg             | 36.100 | 1.062                        | 20.750 | 1.221                        | 15.350 | 0903                         |
| BSG Lokomotive Stendal           | 38.250 | 1.125                        | 23.350 | 1.374                        | 14.900 | 0876                         |

## Staffel B

### Abschlusstabelle
| Pl. | Verein                                | Sp. | S  | U  | N  | Tore    | Diff. | Punkte |
| --- | ------------------------------------- | --- | -- | -- | -- | ------- | ----- | ------ |
| 1.  | BSG Fortschritt Bischofswerda         | 34  | 17 | 13 | 4  | 071:340 | +37   | 47:21  |
| 2.  | ASG Vorwärts Dessau                   | 34  | 16 | 10 | 8  | 051:260 | +25   | 42:26  |
| 3.  | BSG Motor Suhl                        | 34  | 17 | 8  | 9  | 051:360 | +15   | 42:26  |
| 4.  | BSG Robotron Sömmerda                 | 34  | 15 | 9  | 10 | 040:360 | +4    | 39:29  |
| 5.  | BSG Wismut Gera                       | 34  | 13 | 12 | 9  | 060:580 | +2    | 38:30  |
| 6.  | BSG Chemie Leipzig                    | 34  | 16 | 6  | 12 | 049:470 | +2    | 38:30  |
| 7.  | BSG Chemie Böhlen                     | 34  | 14 | 8  | 12 | 039:350 | +4    | 36:32  |
| 8.  | TSG Markkleeberg                      | 34  | 10 | 14 | 10 | 049:460 | +3    | 34:34  |
| 9.  | SG Dynamo Dresden II                  | 34  | 12 | 9  | 13 | 054:530 | +1    | 33:35  |
| 10. | SG Dynamo Eisleben (N)                | 34  | 10 | 13 | 11 | 041:430 | −2    | 33:35  |
| 11. | BSG Stahl Riesa (A)                   | 34  | 12 | 9  | 13 | 042:450 | −3    | 33:35  |
| 12. | BSG Chemie Buna Schkopau              | 34  | 11 | 10 | 13 | 053:590 | −6    | 32:36  |
| 13. | BSG Motor Weimar                      | 34  | 10 | 11 | 13 | 041:460 | −5    | 31:37  |
| 14. | BSG Stahl Thale                       | 34  | 10 | 11 | 13 | 035:430 | −8    | 31:37  |
| 15. | BSG Motor „F.-H.“ Karl-Marx-Stadt (N) | 34  | 10 | 9  | 15 | 046:500 | −4    | 29:39  |
| 16. | BSG Motor Nordhausen                  | 34  | 11 | 6  | 17 | 037:490 | −12   | 28:40  |
| 17. | BSG Aktivist Borna (N)                | 34  | 7  | 13 | 14 | 036:510 | −15   | 27:41  |
| 18. | BSG Motor Grimma                      | 34  | 6  | 7  | 21 | 044:820 | −38   | 19:49  |

| (A) | Absteiger aus der DDR-Oberliga 1987/88            |
| (N) | Aufsteiger aus der Bezirksliga der letzten Saison |

### Kreuztabelle
Die Kreuztabelle stellt die Ergebnisse aller Spiele dieser Saison dar. Die Heimmannschaft ist in der linken Spalte aufgelistet und die Gastmannschaft in der obersten Reihe.
| 1988/89 | 1988/89                           | BSG Fortschritt Bischofswerda | ASG Vorwärts Dessau | BSG Motor Suhl | BSG Robotron Sömmerda | BSG Wismut Gera | BSG Chemie Leipzig | BSG Chemie Böhlen | TSG Markkleeberg | SG Dynamo Dresden II | SG Dynamo Eisleben | BSG Stahl Riesa | BSG Chemie Buna Schkopau | BSG Motor Weimar | BSG Stahl Thale | BSG Motor „F.-H.“ Karl-Marx-Stadt | BSG Motor Nordhausen | BSG Aktivist Borna | BSG Motor Grimma |
| ------- | --------------------------------- | ----------------------------- | ------------------- | -------------- | --------------------- | --------------- | ------------------ | ----------------- | ---------------- | -------------------- | ------------------ | --------------- | ------------------------ | ---------------- | --------------- | --------------------------------- | -------------------- | ------------------ | ---------------- |
| 01.     | BSG Fortschritt Bischofswerda     |                               | 0:4                 | 3:2            | 3:2                   | 1:0             | 1:2                | 3:0               | 0:0              | 2:2                  | 1:1                | 2:2             | 6:0                      | 2:0              | 3:0             | 2:1                               | 3:0                  | 5:1                | 4:0              |
| 02.     | ASG Vorwärts Dessau               | 0:0                           |                     | 1:1            | 0:2                   | 0:0             | 4:0                | 3:1               | 4:0              | 1:1                  | 1:0                | 2:0             | 1:1                      | 2:0              | 2:0             | 3:1                               | 2:0                  | 2:1                | 1:0              |
| 03.     | BSG Motor Suhl                    | 1:0                           | 2:1                 |                | 3:1                   | 1:1             | 3:1                | 3:0               | 1:1              | 2:0                  | 1:0                | 1:0             | 0:2                      | 3:1              | 2:0             | 1:0                               | 4:1                  | 2:0                | 4:3              |
| 04.     | BSG Robotron Sömmerda             | 1:1                           | 0:1                 | 0:2            |                       | 1:3             | 1:0                | 2:1               | 0:0              | 0:0                  | 0:2                | 1:0             | 3:1                      | 0:0              | 2:1             | 1:0                               | 2:1                  | 2:0                | 2:1              |
| 05.     | BSG Wismut Gera                   | 0:3                           | 3:2                 | 2:2            | 0:0                   |                 | 2:2                | 1:1               | 5:3              | 3:1                  | 2:2                | 2:1             | 5:3                      | 0:3              | 0:0             | 3:3                               | 1:0                  | 3:1                | 6:4              |
| 06.     | BSG Chemie Leipzig                | 2:4                           | 2:0                 | 2:1            | 2:1                   | 2:0             |                    | 1:0               | 1:0              | 1:1                  | 2:2                | 2:1             | 2:0                      | 1:1              | 1:0             | 0:2                               | 2:3                  | 0:2                | 3:0              |
| 07.     | BSG Chemie Böhlen                 | 3:3                           | 0:0                 | 1:0            | 1:2                   | 2:0             | 0:1                |                   | 1:2              | 0:1                  | 1:0                | 4:0             | 2:1                      | 2:1              | 2:1             | 3:2                               | 1:0                  | 0:0                | 3:1              |
| 08.     | TSG Markkleeberg                  | 0:0                           | 2:1                 | 0:0            | 2:2                   | 1:2             | 0:1                | 1:0               |                  | 0:2                  | 3:1                | 0:1             | 3:0                      | 5:0              | 1:1             | 2:4                               | 3:1                  | 1:1                | 5:2              |
| 09.     | SG Dynamo Dresden II              | 1:3                           | 0:2                 | 2:1            | 1:2                   | 4:1             | 4:1                | 0:1               | 1:2              |                      | 1:1                | 2:0             | 0:3                      | 2:1              | 3:2             | 1:1                               | 5:1                  | 1:1                | 4:0              |
| 10.     | SG Dynamo Eisleben                | 1:1                           | 1:0                 | 0:0            | 1:0                   | 1:3             | 2:1                | 0:0               | 1:1              | 4:1                  |                    | 1:1             | 1:1                      | 1:0              | 2:0             | 1:3                               | 1:0                  | 3:1                | 1:1              |
| 11.     | BSG Stahl Riesa                   | 3:2                           | 0:0                 | 2:1            | 2:0                   | 1:1             | 1:2                | 2:4               | 1:0              | 2:2                  | 3:1                |                 | 0:2                      | 3:1              | 1:1             | 1:0                               | 2:2                  | 2:1                | 2:0              |
| 12.     | BSG Chemie Buna Schkopau          | 1:2                           | 2:1                 | 1:2            | 1:1                   | 2:2             | 3:2                | 1:0               | 1:1              | 4:1                  | 1:1                | 2:2             |                          | 0:0              | 4:1             | 1:1                               | 4:1                  | 3:0                | 2:2              |
| 13.     | BSG Motor Weimar                  | 1:1                           | 2:2                 | 2:1            | 2:4                   | 1:2             | 2:1                | 0:0               | 2:2              | 0:0                  | 3:1                | 3:1             | 0:1                      |                  | 1:1             | 6:1                               | 2:0                  | 2:2                | 2:1              |
| 14.     | BSG Stahl Thale                   | 1:1                           | 0:1                 | 4:0            | 0:0                   | 2:1             | 0:2                | 2:1               | 1:2              | 1:0                  | 3:2                | 0:2             | 2:1                      | 0:0              |                 | 1:1                               | 1:1                  | 0:0                | 4:2              |
| 15.     | BSG Motor „F.-H.“ Karl-Marx-Stadt | 1:1                           | 2:1                 | 1:1            | 1:3                   | 2:3             | 1:1                | 1:1               | 2:0              | 2:5                  | 2:0                | 1:0             | 2:0                      | 0:1              | 0:1             |                                   | 0:1                  | 3:0                | 4:0              |
| 16.     | BSG Motor Nordhausen              | 0:0                           | 1:1                 | 0:1            | 0:1                   | 2:1             | [ B 1 ]            | 0:1               | 1:1              | 2:1                  | 2:2                | 0:2             | 3:1                      | 0:1              | 0:1             | 3:0                               |                      | 3:1                | 1:0              |
| 17.     | BSG Aktivist Borna                | 1:4                           | 0:0                 | 2:2            | 2:0                   | 0:0             | 1:1                | 0:0               | 2:2              | 3:4                  | 3:1                | 0:0             | 5:1                      | 1:0              | 1:2             | 1:0                               | 0:1                  |                    | 0:0              |
| 18.     | BSG Motor Grimma                  | 0:4                           | 1:5                 | 1:0            | 1:1                   | 4:2             | 1:5                | 0:2               | 3:3              | 3:0                  | 0:2                | 2:1             | 4:2                      | 3:0              | 1:1             | 1:1                               | 1:3                  | 1:2                |                  |

1. ↑  BSG Motor Nordhausen – BSG Chemie Leipzig 0:2 (6. Spieltag); Wertung: 2:0 Punkte und 3:0 Tore für Nordhausen, Leipzig hatte nach einer Einwechselung zu wenig Spieler unter 23 Jahre auf dem Platz.

### Torschützenliste
|     | Spieler          | Verein                        | Tore |
| --- | ---------------- | ----------------------------- | ---- |
| 01. | Roci Schiemann   | BSG Fortschritt Bischofswerda | 20   |
| 02. | Sylvio Hoffmann  | BSG Wismut Gera               | 19   |
| 03. | Heiko Liebers    | BSG Motor Grimma              | 18   |
| 04. | Jörg Engelmann   | BSG Chemie Leipzig            | 14   |
| 04. | Felix Oehmig     | TSG Markkleeberg              | 14   |
| 06. | Martin Busse     | BSG Robotron Sömmerda         | 13   |
| 06. | Michael Reimer   | ASG Vorwärts Dessau           | 13   |
| 08. | Lutz Schenkel    | TSG Markkleeberg              | 12   |
| 09. | Tino Scholtissek | SG Dynamo Dresden II          | 11   |
| 10. | Uwe Borchardt    | ASG Vorwärts Dessau           | 10   |
| 10. | Jörg Hornik      | BSG Motor Weimar              | 10   |
| 10. | Dieter Kurth     | BSG Motor Suhl                | 10   |
| 10. | Thomas Töpfer    | BSG Wismut Gera               | 10   |
| 10. | Gerald Wagner    | BSG Chemie Buna Schkopau      | 10   |

### Zuschauer
In 305 Spielen kamen 352.080 Zuschauer ({\displaystyle \varnothing } 1.154 pro Spiel) in die Stadien.
Größte Zuschauerkulisse
4.600 BSG Aktivist Borna – BSG Chemie Leipzig (1. Sp.)
Niedrigste Zuschauerkulisse
50 SG Dynamo Dresden II – BSG Motor „F.-H.“ Karl-Marx-Stadt (33. Sp.)
| Mannschaft                        | Gesamt | {\displaystyle \varnothing } | Heim   | {\displaystyle \varnothing } | Ausw.  | {\displaystyle \varnothing } |
| --------------------------------- | ------ | ---------------------------- | ------ | ---------------------------- | ------ | ---------------------------- |
| BSG Fortschritt Bischofswerda     | 63.650 | 1.872                        | 41.700 | 2.453                        | 21.950 | 1.291                        |
| ASG Vorwärts Dessau               | 33.550 | 0987                         | 15.150 | 0891                         | 18.400 | 1.082                        |
| BSG Motor Suhl                    | 34.650 | 1.019                        | 15.700 | 0924                         | 18.950 | 1.115                        |
| BSG Robotron Sömmerda             | 30.900 | 0909                         | 11.850 | 0697                         | 19.050 | 1.121                        |
| BSG Wismut Gera                   | 42.150 | 1.240                        | 21.850 | 1.285                        | 20.300 | 1.194                        |
| BSG Chemie Leipzig                | 66.100 | 2.003                        | 37.750 | 2.221                        | 28.350 | 1.772                        |
| BSG Chemie Böhlen                 | 33.450 | 0984                         | 12.300 | 0724                         | 21.150 | 1.244                        |
| TSG Markkleeberg                  | 32.050 | 0943                         | 13.700 | 0806                         | 18.350 | 1.079                        |
| SG Dynamo Dresden II              | 24.170 | 0711                         | 05.270 | 0310                         | 18.900 | 1.112                        |
| SG Dynamo Eisleben                | 31.340 | 0922                         | 13.990 | 0823                         | 17.350 | 1.021                        |
| BSG Stahl Riesa                   | 41.520 | 1.221                        | 18.470 | 1.086                        | 23.050 | 1.356                        |
| BSG Chemie Buna Schkopau          | 28.000 | 0824                         | 12.950 | 0762                         | 15.050 | 0885                         |
| BSG Motor Weimar                  | 33.690 | 0991                         | 16.900 | 0994                         | 16.790 | 0988                         |
| BSG Stahl Thale                   | 50.950 | 1.499                        | 30.600 | 1.800                        | 20.350 | 1.197                        |
| BSG Motor „F.-H.“ Karl-Marx-Stadt | 27.200 | 0800                         | 10.850 | 0638                         | 16.350 | 0962                         |
| BSG Motor Nordhausen              | 35.440 | 1.074                        | 18.400 | 1.150                        | 17.040 | 1.002                        |
| BSG Aktivist Borna                | 54.720 | 1.609                        | 32.800 | 1.929                        | 21.920 | 1.289                        |
| BSG Motor Grimma                  | 40.630 | 1.195                        | 21.850 | 1.285                        | 18.780 | 1.105                        |

## Aufsteiger
| 1. Staffel A                        | BSG Stahl Eisenhüttenstadt |
| Logo der BSG Stahl Eisenhüttenstadt | Harald Leppin (34 Spiele / Tore –) Olaf Bitzka (28/1) Olaf Backasch (34/5), Olaf Schnürer (23/1), Frank Bartz (31/1) Maik Schulz (28/5), Frank Neupert (31/5), Uwe Käthner (13/–), Frank Pippig (32/4) Karsten Schulz (23/10), Torsten Richert (26/12) Trainer: Jürgen Piepenburg vom 1.–17. Spieltag, Klaus-Dieter Helbig |
| Logo der BSG Stahl Eisenhüttenstadt | außerdem: André Brüll (6/–), Manfred Hirsch (15/–), Benito Koch (2/–), Tom Kühling (14/–), André Raschke (4/2), Harry Rath (9/–); Ingo Jäschke (2/–), Dirk Konzer (15/1), René Röder (11/–), Torsten Rudolph (6/1), Jörg Schulze (12/–); Frank Lindemann (12/7), Timo Löhnert (15/1), Stephan Schoknecht (4/–), Ulf Wiemer (1/1) dazu ein Eigentor von Zallmann (Post Neubrandenburg) ohne Einsatz blieben: Thomas Konsolke (Tor), Jörg Pönisch (Tor), Jörg Bartz, Peter Flaig, Christian Radenz, Toralf Sader und Thomas Simon |

| 1. Staffel B                           | BSG Fortschritt Bischofswerda |
| Logo der BSG Fortschritt Bischofswerda | René Groß (34 Spiele / Tore –) Jörg Bär (34/2) Fred Bank (26/4), Karsten Petersohn (29/1), Steffen Schmidt (33/2) Andreas Gräulich (25/8), Mario Kleditzsch (33/5), Tom Stohn (23/4) Heiko Löpelt (28/6), Roci Schiemann (23/20), André Merkel (30/9) Trainer: Siegfried Gumz                                                            |
| Logo der BSG Fortschritt Bischofswerda | außerdem: Fred Sickert (Tor 1/–); Falk Kunze (20/–), Peter Pordzik (18/1); Tino Gottlöber (18/4), Tino Gnauck (12/–); Gerrit Beckert (8/2), Mathias Gries (3/–), Enrico Hollmann (11/2), Mario Kaiser (4/–), Volker Schlicke (11/1), Olaf Werner (3/–), Wieland Wünsche (5/–) ohne Einsatz blieben: Steffen Vogler (Tor) und Dirk Losert |

## Aufstiegsrunde zur DDR-Liga
Sechs Mannschaften aus den 15 Bezirksligen stiegen in die DDR-Liga auf. In drei Gruppen zu je fünf Mannschaften ermittelten die 15 Bezirksmeister bzw. aufstiegsberechtigten Vereine die Aufsteiger. Die beiden Erstplatzierten jeder Gruppe stiegen auf. Jede Mannschaft bestritt in ihrer Gruppe zwei Heimspiele und zwei Auswärtsspiele.

## Staffel 1
In der Staffel 1 spielten die Meister aus den Bezirken Rostock, Schwerin, Neubrandenburg, Potsdam und Frankfurt (Oder).

### Abschlusstabelle
| Pl. | Verein                     | Sp. | S | U | N | Tore    | Diff. | Punkte |
| --- | -------------------------- | --- | - | - | - | ------- | ----- | ------ |
| 1.  | BSG Chemie Velten          | 4   | 3 | 0 | 1 | 015:200 | +13   | 06:20  |
| 2.  | BSG Lok/Armaturen Prenzlau | 4   | 2 | 1 | 1 | 012:500 | +7    | 05:30  |
| 3.  | BSG Motor Eberswalde       | 4   | 2 | 1 | 1 | 006:600 | ±0    | 05:30  |
| 4.  | TSG Wismar                 | 4   | 1 | 1 | 2 | 005:120 | −7    | 03:50  |
| 5.  | BSG Hydraulik Parchim      | 4   | 0 | 1 | 3 | 004:170 | −13   | 01:70  |

### Kreuztabelle
Die Kreuztabelle stellt die Ergebnisse aller Spiele dieser Aufstiegsrunde dar. Die Heimmannschaft ist in der linken Spalte aufgelistet und die Gastmannschaft in der obersten Reihe.
| 1988/89 | 1988/89                    | BSG Chemie Velten | BSG Lok/Armaturen Prenzlau | BSG Motor Eberswalde | TSG Wismar | BSG Hydraulik Parchim |
| ------- | -------------------------- | ----------------- | -------------------------- | -------------------- | ---------- | --------------------- |
| 01.     | BSG Chemie Velten          |                   | ---                        | 2:0                  | 7:0        | ---                   |
| 02.     | BSG Lok/Armaturen Prenzlau | 2:0               |                            | ---                  | ---        | 7:1                   |
| 03.     | BSG Motor Eberswalde       | ---               | 0:0                        |                      | 2:1        | ---                   |
| 04.     | TSG Wismar                 | ---               | 4:3                        | ---                  |            | 0:0                   |
| 05.     | BSG Hydraulik Parchim      | 0:6               | ---                        | 3:4                  | ---        |                       |

## Staffel 2
In der Staffel 2 spielten die Meister aus den Bezirken Halle, Erfurt, Suhl sowie Gera und der Vizemeister aus dem Bezirk Leipzig.

### Abschlusstabelle
| Pl. | Verein                 | Sp. | S | U | N | Tore    | Diff. | Punkte |
| --- | ---------------------- | --- | - | - | - | ------- | ----- | ------ |
| 1.  | BSG Chemie IW Ilmenau  | 4   | 2 | 1 | 1 | 007:600 | +1    | 05:30  |
| 2.  | BSG Union Mühlhausen   | 4   | 2 | 1 | 1 | 006:500 | +1    | 05:30  |
| 3.  | BSG Chemie Wolfen      | 4   | 2 | 0 | 2 | 009:600 | +3    | 04:40  |
| 4.  | BSG Aktivist Espenhain | 4   | 1 | 1 | 2 | 006:800 | −2    | 03:50  |
| 5.  | BSG JENAer Glaswerk    | 4   | 1 | 1 | 2 | 008:110 | −3    | 03:50  |

### Kreuztabelle
Die Kreuztabelle stellt die Ergebnisse aller Spiele dieser Aufstiegsrunde dar. Die Heimmannschaft ist in der linken Spalte aufgelistet und die Gastmannschaft in der obersten Reihe.
| 1988/89 | 1988/89                | BSG Chemie IW Ilmenau | BSG Union Mühlhausen | BSG Chemie Wolfen | BSG Aktivist Espenhain | BSG JENAer Glaswerk |
| ------- | ---------------------- | --------------------- | -------------------- | ----------------- | ---------------------- | ------------------- |
| 01.     | BSG Chemie IW Ilmenau  |                       | ---                  | 2:1               | 2:1                    | ---                 |
| 02.     | BSG Union Mühlhausen   | 1:0                   |                      | ---               | ---                    | 4:0                 |
| 03.     | BSG Chemie Wolfen      | ---                   | 4:0                  |                   | 3:1                    | ---                 |
| 04.     | BSG Aktivist Espenhain | ---                   | 1:1                  | ---               |                        | 3:2                 |
| 05.     | BSG JENAer Glaswerk    | 3:3                   | ---                  | 3:1               | ---                    |                     |

## Staffel 3
In der Staffel 3 spielten die Meister aus den Bezirken Magdeburg, Cottbus, Karl-Marx-Stadt sowie Dresden und der Dritte aus Berlin.

### Abschlusstabelle
| Pl. | Verein                         | Sp. | S | U | N | Tore    | Diff. | Punkte |
| --- | ------------------------------ | --- | - | - | - | ------- | ----- | ------ |
| 1.  | BSG Aufbau dkk Krumhermersdorf | 4   | 3 | 0 | 1 | 008:400 | +4    | 06:20  |
| 2.  | BSG Chemie “W.-P.-St.” Guben   | 4   | 2 | 2 | 0 | 007:400 | +3    | 06:20  |
| 3.  | BSG Fortschritt Neustadt       | 4   | 2 | 1 | 1 | 007:400 | +3    | 05:30  |
| 4.  | BSG Einheit Wernigerode        | 4   | 1 | 1 | 2 | 006:800 | −2    | 03:50  |
| 5.  | BSG Pneumant Schmöckwitz       | 4   | 0 | 0 | 4 | 002:100 | −8    | 0:80   |

### Kreuztabelle
Die Kreuztabelle stellt die Ergebnisse aller Spiele dieser Aufstiegsrunde dar. Die Heimmannschaft ist in der linken Spalte aufgelistet und die Gastmannschaft in der obersten Reihe.
| 1988/89 | 1988/89                        | BSG Aufbau dkk Krumhermersdorf | BSG Chemie Wilhelm-Pieck Stadt Guben | BSG Fortschritt Neustadt | BSG Einheit Wernigerode | BSG Pneumant Schmöckwitz |
| ------- | ------------------------------ | ------------------------------ | ------------------------------------ | ------------------------ | ----------------------- | ------------------------ |
| 01.     | BSG Aufbau dkk Krumhermersdorf |                                | 1:2                                  | 1:0                      | ---                     | ---                      |
| 02.     | BSG Chemie “W.-P.-St.” Guben   | ---                            |                                      | ---                      | 1:1                     | 2:0                      |
| 03.     | BSG Fortschritt Neustadt       | ---                            | 2:2                                  |                          | 3:1                     | ---                      |
| 04.     | BSG Einheit Wernigerode        | 1:3                            | ---                                  | ---                      |                         | 3:1                      |
| 05.     | BSG Pneumant Schmöckwitz       | 1:3                            | ---                                  | 0:2                      | ---                     |                          |